# Talofa Airways
Talofa Airways est une compagnie aérienne samoane qui propose des vols dans la région polynésienne. Ses opérations ont débuté en août 2016 avec deux avions Rockwell 690B Turbo Commander. Depuis septembre 2016, la compagnie aérienne dessert trois destinations dans la région. Talofa Airways est la troisième compagnie aérienne basée à Samoa, après Samoa Air et Polynesian Airlines.

## Sources
- (en) Cet article est partiellement ou en totalité issu de l’article de Wikipédia en anglais intitulé « Talofa Airways » (voir la liste des auteurs).